# Достанич, Дамьян
Дамьян Достанич (серб. Дамјан Достанић; род. 3 декабря 2001, Роттердам, Южная Голландия) — сербский футболист, нападающий.

## Карьера

### Молодёжная карьера
Начинал заниматься футболом в любительском роттердамском клубе ВВОР, откуда позже перебрался в возрасте 9 лет в академию футбольного клуба «Эксельсиора». В 2018 году, когда футболисту исполнилось 16 лет, его заметил «Аякс», в которую он вскоре перебрался. В амстердамском клубе игрок выступал в основном в юношеской команде до 19 лет. Свой первый матч за команду сыграл 1 сентября 2018 года против сверстников из клуба «Виллем II». Также вскоре стал вызываться на игры во вторую команду клуба «Йонг Аякс». Однако дебютировал за команду только 25 марта 2019 года в матче против клуба «Йонг Утрехт», где сам футболист отметился дебютный голом. Впоследствии провёл ещё один матч за команду и продолжил выступать в юношеской команде до 19 лет, за которую провёл 24 матча и отличился 5 забитыми голами. Также стал победителем чемпионата нидерландов до 19 лет и обладателем кубка Нидерландов до 19 лет.

### ТСЦ
В июле 2020 года перешёл в сербский клуб ТСЦ из сербской Суперлиги. Дебютировал за клуб 5 августа 2020 года в матче против клуба «Рад», выйдя на замену на последних минутах матча. Свой дебютный гал за клуб забил 11 декабря 2020 года в матче против «Радника». В основном оставался игроком замены, изредко выходя на поле. В дебютном сезоне футболист провёл за клуб 8 матчей во всех турнирах, в которых отличился своим единственным забитым голом.

#### Аренда в «Жарково»
В августе 2021 года отправился в аренду в «Жарково» из Первой Лиги. Дебютировал за клуб 28 августа 2021 года в матче против клуба «Рад». Свой дебютный гол забил в следующем матче 3 сентября 2021 года с пенальти против клуба «Явор». В матче 6 октября 2021 года против «Златибора» отличился дублем и результативной передачей. По ходу сезона футболист закрепился в основной команде. Также помог клубу выйти в чемпионский раунд Первой Лиги, однако на этом участке чемпионата смогли одержать только две победы. По итогу сезона провёл за клуб 30 матчей во всех турнира, в которых отличился 7 забитыми голами и результативной передачей. По окончании аренды покинул клуб.

### БАТЭ
В июле 2022 года перешёл в белорусский клуб БАТЭ. Дебютировал за клуб 15 июля 2022 года в матче против дзержинского «Арсенала», выйдя на замену на 60 минуте. Вместе с клубом в июле 2022 года отправился на квалификационные матчи Лиги конференций УЕФА. Свой дебютный матч в еврокубковом турнире сыграл 20 июля 2022 года против турецкого «Коньяспора», выйдя на замену на 61 минуте. Сезон провёл преимущественно как игрок замены, лишь единожды появившись на поле в стартовом составе. Результативными действиями сам футболист по итогу не отличился. Также футболист по окончании сезона остался единственным сербским игроком в Высшей лиге.
В январе 2023 года футболист продолжил готовиться с борисовским клубом клубом к новому сезону. Сам же новый сезон сербский футболист начал в роли игрока скамейки запасных, также не всегда попадая в заявку основной команды. В июне 2023 года по сообщениям источников борисовский клуб хотел расторгнуть контракт с футболистом. Первый матч в новом сезоне сыграл 28 июня 2023 года в рамках Кубка Белоруссии против клуба «Миоры», выйдя на замену на 66 минуте. В сентябре 2023 года главный тренер борисовского клуба Кирилл Альшевский сообщил, что не рассчитывает на футболиста, который был переведён в дублирующий состав. Больше футболист за клуб так и не сыграл, вместе с которым занял итоговое пятое место в чемпионате. В январе 2024 года пресс-служба борисовского клуба сообщила, что футболист в скором времени покидает команду.

## Международная карьера
В сентябре 2019 года получился вызов в юношескую сборную Сербии (до 19 лет) для участия в квалификационных матчах юношеского чемпионата Европы до 19 лет. Дебютировал за сборную 8 октября 2019 года в матче против Румынии. В следующем матче 11 октября 2019 года помог своей сборной разгромить сборную Литвы со счётом 8:0, где сам футболист забил 2 гола.

## Достижения
«Аякс» (до 19)
- Победитель Эредивизи до 19 лет: 2019
- Обладатель Кубка Нидерландов до 19 лет: 2019